# 陳状
陳状（ちんじょう）とは、中世日本における訴訟文書の1つで、訴人（原告）の訴状を受けて訴えられた論人（被告）が訴えに対する反論と自己に非が無い事を訴えるために訴訟機関に提出した上申文書。支状（ささえじょう）とも言う。陳状と訴状を合わせて訴陳状（そちんじょう）と言う。

## 概要
訴人の訴えを受けた訴訟機関（幕府・朝廷）は、訴えの対象になった論人に対して訴人からの訴状と訴訟機関からの問状（弁明の催促状）を送付した。これに対して論人は訴状の内容に異論・反論がある場合にその内容を記した陳状を送付した。
陳状は本来は解状の形式で書かれるものであったが、実際には解状が変化した申状の書式で作成された。書出は「某謹陳申（つつしんでちんじもうす）」・「某謹弁申（つつしんでべんじもうす）」・「某支言上（ささえごんじょうす）」などで始まり、書止は「某陳申如件（ちんじもうすことくだんのごとし）」・「某弁申如件（べんじもうすことくだんのごとし）」・「支言上如件（ささえごんじょうすることくだんのごとし）」で締めくくった。
当然、訴人は論人の陳状に対して逆に反論する権利を有しており、訴人・論人とも3度まで訴陳状を提出することが認められていた。これを三問三答という。その際に3度出される陳状を区別するために最初のものを「初答状」と呼び、以後「ニ答状・三答状」と呼ばれた。また、ニ答状・三答状を併せて「重陳状」とも称した。
論人は陳状を期限までに出さないもしくは提出を拒否した場合は「陳状違背」と呼ばれ、訴人の訴えが正しいものとされて論人の敗訴とされたが、論人が有力権門の後ろ盾を持つ場合には、却って意図的に陳状違背を行って訴人や訴訟機関に圧力をかける場合もあった。